# Nagroda Nikkan Sports Film
Nagroda Nikkan Sports Film (jap. 日刊スポーツ映画大賞 Nikkan Supōtsu Eiga Taishō) – nagrody filmowe przyznawane od 1988 roku przez Nikkan Sports, wiodącą japońską gazetę sportową.

## Kategorie
Nagrody przyznawane są w kategoriach:
- Najlepszy Film
- Najlepszy Film Zagraniczny
- Najlepszy Reżyser
- Najlepszy Aktor
- Najlepsza Aktorka
- Najlepszy Aktor Drugoplanowy
- Najlepsza Aktorka Drugoplanowa
- Najlepszy Debiutant
- Nagroda Specjalna
- Nagroda Yūjirō Ishihary
- Nagroda Yūjirō Ishihary dla Najlepszego Debiutanta